# オーバーゼッヒャーリング
オーバーゼッヒャーリング（ドイツ語: Obersöchering、単にゼッヒャーリング (Söchering) とも呼ばれる）はドイツ連邦共和国バイエルン州オーバーバイエルン行政管区のヴァイルハイム＝ショーンガウ郡に属す町村（以下、本項では便宜上「町」と記述する）で、ハーバッハ行政共同体を形成する自治体の一つである。

## 地理
オーバーゼッヒャーリングはプファッフェンヴィンケル地方に位置する。

### 自治体の構成
この町は、公式には 11の地区 (Ort) からなる。このうち小集落や孤立農場などを除く集落を以下に列記する。
- オーバーゼッヒャーリング
- ウンターゼッヒャーリング

## 歴史
オーバーゼッヒャーリング村の成立は、5世紀後半から6世紀半ばであったと考えられる。この村は750年頃に「Secheringen」として初めて文献に記録されている。オーバーゼッヒャーリングはバイエルン選帝侯領のミュンヘン会計局およびヴァイルハイム地方裁判所に属した。1978年の市町村再編によりオーバーゼッヒャーリングはハーバッハ、アントドルフ、ジンデルスドルフと行政共同体を形成した。

### 人口推移
- 1970年 908人
- 1987年 1,064人
- 2000年 1,363人

## 行政
町長は、ライナルト・フーバー（Allgemeine Wählervereinigung）である。

## 経済と社会資本

### 教育
- 国民学校 1校

## 引用
1. ↑  https://www.statistikdaten.bayern.de/genesis/online?operation=result&code=12411-003r&leerzeilen=false&language=de Genesis-Online-Datenbank des Bayerischen Landesamtes für Statistik Tabelle 12411-003r Fortschreibung des Bevölkerungsstandes: Gemeinden, Stichtag (Einwohnerzahlen auf Grundlage des Zensus 2011)
2. ↑  Bayerische Landesbibliothek Online